# Madara Onužāne
Madara Onužāne, coniugata Saliņa (Jaunjelgava, 6 luglio 1989), è un'altista lettone.

## Carriera
Dal 2010 all'interno della squadra nazionale, Onužāne da studentessa dell'Università della Lettonia ha partecipato a numerose competizioni regionali con ottimi risultati che l'anno portata nel 2013 all'Universiade di Kazan', dove non è andata oltre il turno di qualificazione. Due anni più tardi, all'edizione di Gwangju riesce a conquistare una medaglia d'argento.

## Progressione

### Salto in alto
| Stagione | Risultato | Luogo     | Data       | Rank. Mond. |
| -------- | --------- | --------- | ---------- | ----------- |
| 2019     | 1,69      | Firenze   | 15-06-2019 |             |
| 2018     | 1,76      | Riga      | 29-07-2018 |             |
| 2017     | 1,80      | Ogre      | 17-06-2017 |             |
| 2016     | 1,85      | Riga      | 21-05-2016 |             |
| 2015     | 1,81      | Riga      | 05-06-2015 |             |
| 2014     | 1,86      | Ratisbona | 07-06-2014 |             |
| 2013     | 1,80      | Riga      | 18-05-2013 |             |
| 2012     | 1,81      | Liepāja   | 08-07-2012 |             |
| 2011     | 1,71      | Liepāja   | 31-07-2011 |             |
| 2010     | 1,70 m    | Valmiera  | 17-07-2010 |             |

## Palmarès
| Anno | Manifestazione    | Sede     | Evento        | Risultato | Prestazione | Note |
| ---- | ----------------- | -------- | ------------- | --------- | ----------- | ---- |
| 2010 | Universiadi       | Kazan'   | Salto in alto | 16ª (q)   | 1,75 m      |      |
| 2014 | Europei a squadre | Riga     | Salto in alto | Bronzo    | 1,80 m      |      |
| 2015 | Universiadi       | Gwangju  | Salto in alto | Argento   | 1,80 m      |      |
| 2015 | Europei indoor    | Praga    | Salto in alto | 21ª (q)   | 1,77 m      |      |
| 2017 | Europei a squadre | Tel Aviv | Salto in alto | 5ª        | 1,79 m      |      |